# Centropogon smithii
Centropogon smithii är en klockväxtart som beskrevs av Franz Elfried Wimmer. Centropogon smithii ingår i släktet Centropogon och familjen klockväxter. Inga underarter finns listade i Catalogue of Life.